# Layan (Sungai Keruh)
Layan is een bestuurslaag in het regentschap Musi Banyuasin van de provincie Zuid-Sumatra, Indonesië. Layan telt 753 inwoners (volkstelling 2010).